# Chevrolet AK Series
Chevrolet AK Series a fost o serie de vehicule comerciale produse de General Motors din 1941 până în 1946 pentru a înlocui camioanele Chevrolet Master. Aproximativ 90.000 dintre aceste camioane au fost vândute. În timpul celui de-al doilea război mondial, producția de vehicule civile trebuia să se oprească și să se concentreze asupra vehiculelor și camioanelor militare. În 1941, aproximativ 10.000 dintre aceste camioane au fost vândute și în timpul războiului, vehiculul a fost produs numai pentru militari, în jur de 51.000 fiind vândute militarilor din 1942 până în 1944. 
În 1945, când războiul se încheia, aproximativ 1.000 dintre aceste camioane au fost vândute. vândut militarilor. Camionul a continuat să fie produs chiar și după război, dar a durat doar în 1946, cu aproximativ 30.000 de unități vândute în acel an. În cele din urmă a fost înlocuit de camioanele Chevrolet Advance Design, care au fost mult mai populare. Un camion Chevrolet AK Series a fost, de asemenea, folosit în filmul numit Jeepers Creepers.